# Río Poué Koué
El río Poué Koué es un río de Nueva Caledonia. Tiene un área de influencia de 32 kilómetros cuadrados.